# آگاتوکلس
آگاتوکلس (زبان یونانی: Ἀγαθοκλῆς؛ ۳۶۱ ق. م– ۲۸۹ ق. م) سیاستمدار و ارتش‌دار یونانی بود که از ۳۱۷ تا ۲۸۹ قبل از میلاد جبار سیراکوز از ۳۰۴ تا ۲۸۹ قبل از میلاد پادشاه سیسیل بود. نام او در کتاب شهریار نوشته ماکیاولی به عنوان فرمانروایی که با تبهکاری به حکومت رسید ذکر شده‌است.